# Fran Guerra
Francisco Javier Guerra Trujillo (Las Palmas, 23 de dezembro de 1992) é um basquetebolista profissional espanhol que atualmente joga pelo Movistar Estudiantes. O atleta que possui 2,14m de altura, atua como pivô e tem carreira profissional desde 2012.

## Ligações Externas
- Fran Guerra no X